# City Lund
City Lund var en gratistidning som riktade sig till Lund-regionen åren 2006–2015. Tidningen ingick i gratistidningskonceptet City med fokus på unga läsare.
Tidningen startades den 12 september 2006 när Bonniertidningen Stockholm City utvidgades till att omfatta Göteborg- och Malmöregionerna. Några veckor senare lanserades Aftonbladets Punkt SE i de tre storstäderna. Därefter konkurrerade både Punkt SE Öresund och City Malmö Lund med den befintliga gratistidningen Metro Skåne.
Mot slutet av 2007 började Stockholm City montera ned sina satsningar i Malmö och Göteborg. City Malmö Lund såldes till Sydsvenskan, medan City Göteborg lades ned. I maj 2008 lades även Punkt SE ner.
I maj 2008 meddelades det att City Malmö Lund skulle slås ihop med Xtra Helsingborg, som ägdes av Helsingborgs Dagblad. Det nya bolaget hette City Skåne AB och gav ut både City Lund, City Malmö, City Helsingborg, City Landskrona och City Kristianstad. Den 17 januari 2011 gjordes City Malmö Lund om till två separata editioner. 
City Lund hade en upplaga på 14 700 ex och 59 000 dagliga läsare (Orvesto 2011 helår). Tidningens redaktion satt på Skomakaregatan 1 i Lund.
Som de sista av City-tidningarna lades City Lund och City Malmö ner 16 oktober 2015 på grund av dålig lönsamhet och ersattes av Sydsvenskans tidning Hallå en gång i veckan.